# 建築結構
建築結構是建築學對各種結構形式的稱謂，一般而言還包含這些結構形式涵蓋或衍生的行為，兼具美學和力學功用。

## 研究範圍
建築結構系統主要研究的範圍有：
1. 結構元素：包括結構的支承、構件和節點三種元素，他們的材料、構成方式和互相作用關係。
2. 力的傳遞：研究外內力在構件中的傳遞、抵抗、變位、變形等行為，藉以表達建築的律動感、調和或刻意呈現力學矛盾。
3. 特殊構造：包含在前二項範圍內的一些特殊構造，有時也會特別提出探討，如早期的拱結構、懸索結構等，或是近代廣泛討論的薄殼結構、薄膜結構等。
4. 避免災難：由於近代建築有巨大化的趨勢，部分結構系統學者，開始針對自然橫力如：地震力、風力等進行研究，主要著眼於增加建築物之韌性，及消減建築物與橫力的共振這幾方面。

## 系統分類
結構系統主要可依力量傳遞的部份區分為：
1. 垂直傳遞：即以負責將版、樑等水平力傳遞至支承點的構件來分，大致分為：
  - 柱系統。
  - 牆（或剪力牆）系統。
  - 懸吊系統。
2. 水平傳遞：即以負責傳遞水平力的構件來分，大致分為：
  - 樑系統。
  - 版系統。
  - 特殊版系統，大垮距之無樑版或華福樓版系統。
3. 分向傳遞系統：為利用較特殊之外型，將力的方向改變或分散傳遞至支承處，如：
  - 拱。
  - 折版等形抗結構。
  - 懸索。
  - 整體結構等。

## 構件分類
結構系統若依構件組合分類，大致也可分為：
1. 構架。
2. 桁架。
3. 特殊構件，如薄殼、薄膜、懸索等。
4. 整體單元。

## 材料
在高层建筑建造中，钢和混凝土是常见结构材料，如“框架-混凝土核心筒结构”、“钢框架-中心支撑结构”。
而民间和工业领域常用的砌体结构虽然有耐火、材料多、造价低、施工便捷等优点，但抗震性一般都不好，抗拉、抗弯及抗剪性能也不理想，长期使用可能出现裂缝。
木结构建筑以中国传统建筑为代表，但现代中国木结构建筑反而严重依赖国外现代木结构技术。